# Flavocetraria
Flavocetraria Kärnefelt & A. Thell (oskrzelka) – rodzaj grzybów z rodziny tarczownicowatych (Parmeliaceae). Ze względu na współżycie z glonami zaliczany jest do porostów. W Polsce występują dwa gatunki.
W klasyfikacji Index Fungorum w 2022 r. rodzaj ten jest synonimem rodzaju Nephromopsis.

## Systematyka i nazewnictwo
Pozycja w klasyfikacji według Index Fungorum: Parmeliaceae, Lecanorales, Lecanoromycetidae, Lecanoromycetes, Pezizomycotina, Ascomycota, Fungi.
Jest to niedawno utworzony nowy rodzaj, do którego włączono niektóre gatunki wyodrębnione z rodzaju Cetraria, na podstawie różnic w budowie kory i pyknidiów oraz reakcji barwnych.
Nazwa polska według Krytycznej listy porostów i grzybów naporostowych Polski.

## Gatunki
- Flavocetraria cucullata (Bellardi) Kärnefelt & A. Thell 1994 – oskrzelka rynienkowata
- Flavocetraria minuscula (Elenkin & Savicz) Ahti, Poryadina & Zhurb. 2005[4]
- Flavocetraria nivalis (L.) Kärnefelt & A. Thell 1994 – oskrzelka niwalna

Nazwy naukowe na podstawie Index Fungorum. Nazwy polskie według W. Fałtynowicza.